# Wieża Bębna w Pekinie

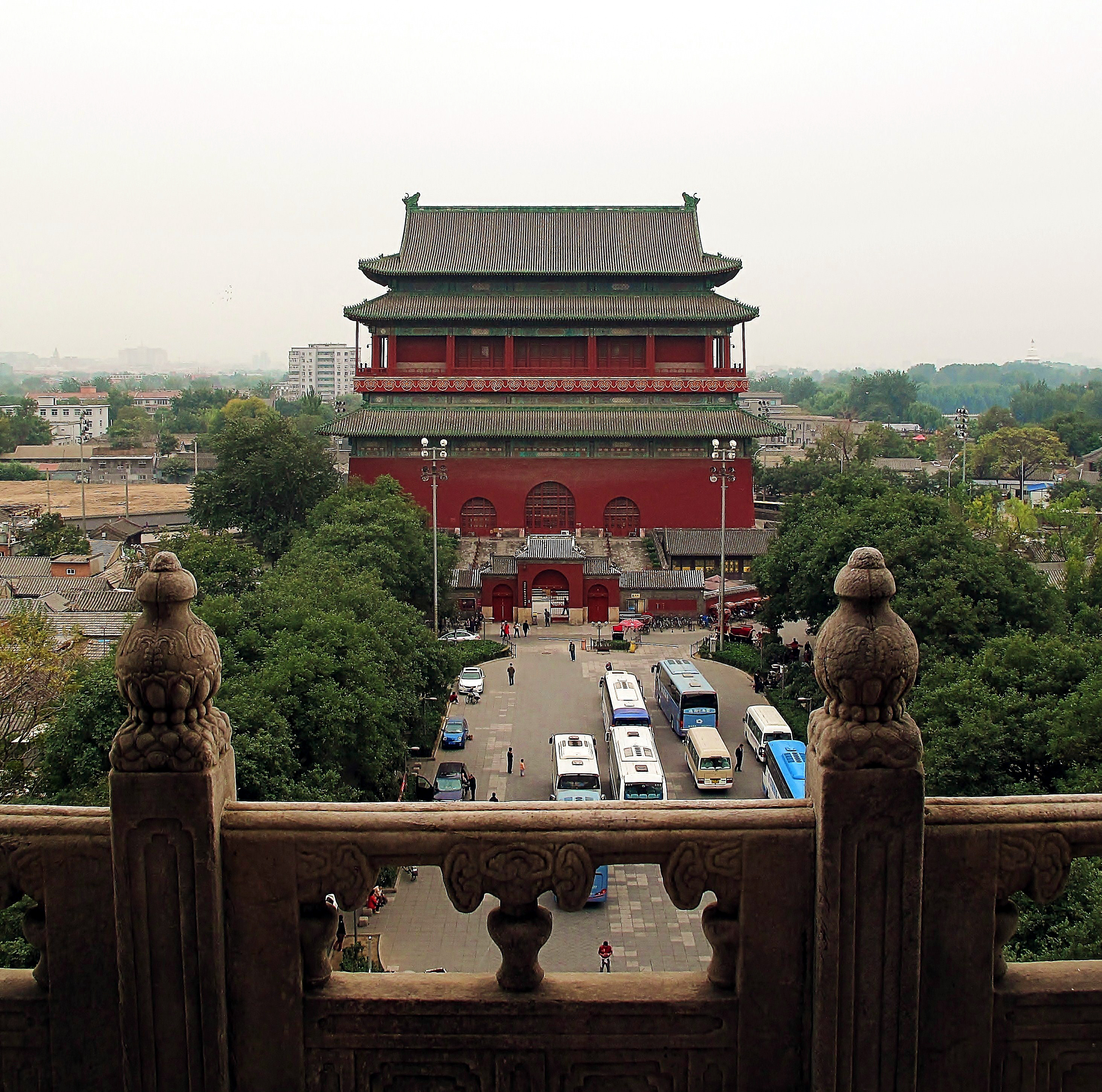
Wieża Bębna, widziana z tarasu na Wieży Dzwonu

Wieża Bębna (chin. upr.: 北京鼓楼; chin. trad.: 北京鼓樓; pinyin: Běijīng Gǔlóu) – wieża w Pekinie, znajdująca się na północnym krańcu głównej arterii miejskiej. Znajduje się 100 metrów na południe od Wieży Dzwonu.
Została wzniesiona w 1272 roku, podobnie jak pobliska Wieża Dzwonu. Strawiona niedługo potem przez ogień została odbudowana w 1297 roku. W 1420 roku została przebudowana i przesunięta nieco na wschód w stosunku do pierwotnej lokalizacji. Przebudowywano ją jeszcze dwukrotnie w 1539 i w 1800 roku.
Dwupiętrowa, zbudowana z drewna wieża mierzy 46,7 metra wysokości. Z frontu i z tyłu budynku znajdują się trzy łukowate wejścia, a po bokach – po jednym wejściu. Dach pokryto zielonymi płytkami. Podstawa budynku ma kształt prostokąta o wymiarach 55,6×30 i wysokości 4 metrów. Na piętrze znajduje się wielki bęben, na którym do końca monarchii 108 uderzeniami ogłaszano nadejście nowego roku. Do zwyczaju bicia w bęben w nowy rok powrócono 1 stycznia 2001 roku i odtąd ponownie co roku rozlega się jego głos. Dawniej wielkiemu bębnowi towarzyszyły 24 mniejsze bębny służące do wybijania godzin oraz wykonane z brązu cztery klepsydry, które nie zachowały się do naszych czasów.
Parter budynku zajmuje obecnie siedziba instytucji kulturalnej, zaś na piętrze mieści się sala wystawowa.